# Mayridia tobiasi
Mayridia tobiasi är en stekelart som beskrevs av Trjapitzin 1972. Mayridia tobiasi ingår i släktet Mayridia och familjen sköldlussteklar.
Artens utbredningsområde är Kazakstan. Inga underarter finns listade i Catalogue of Life.